# Najniższy
Najniższy (franc. Le Très-Bas) – powieść francuskiego pisarza Christiana Bobina wydana w 1992, traktująca o mistyku średniowiecznym  św. Franciszku z Asyżu. Dwukrotnie nagradzana we Francji.
Książka została nagrodzona Prix des Deux Magots oraz Grand prix catholique de littérature w 1993. Pierwsze polskie wydanie w tłumaczeniu Agnieszki Kuryś ukazało się w 1995 w wydawnictwie W drodze.

## Opis
Powieść Bobina utrzymana jest w konwencji prozy poetyckiej. Autor przedstawia franciszkańską wizję Boga i miłości. Pisze o Bogu dzieci, zakochanych i Franciszka z Asyżu. Bóg autora w pewien sposób stoi w opozycji do Absolutu szeroko pojętej religii. Dla Bobina świętość i radość zdają się być synonimami.